# Leuweunghapit
Leuweunghapit is een bestuurslaag in het regentschap Majalengka van de provincie West-Java, Indonesië. Leuweunghapit telt 2097 inwoners (volkstelling 2010).